# Volkhard Jany
Volkhard Jany (* 2. November 1944 in Senftenberg, Ortsteil Brieske-Ost; † 17. Januar 2022 in Lauta) war ein deutscher Fußballtorwart in der DDR. In der Oberliga, der höchsten Spielklasse des DDR-Fußballverbandes, spielte er für Chemie Leipzig.
Im Alter von acht Jahren kam Jany 1953 in die Kindermannschaft der Betriebssportgemeinschaft (BSG) Aktivist Brieske-Ost. Zwischenzeitlich wurde die BSG in den SC Aktivist Brieske-Senftenberg umgewandelt. 1962 gehörte Jany zum Kader der DDR-Junioren-Nationalmannschaft, mit der er in diesem Jahr zwei Junioren-Länderspiele bestritt. 1963 wurde Jany mit der gesamten Fußballsektion des SC Aktivist zum neu gegründeten SC Cottbus umgesiedelt. Dort wurde er in die 1. Männermannschaft aufgenommen, mit der er in der zweitklassigen DDR-Liga im Tor stand. Ende 1965 wurde die Fußballsektion des SC Cottbus in die BSG Energie Cottbus ausgelagert, Jany spielte auch mit Energie weiterhin in der DDR-Liga.
Zu Beginn der Fußballsaison 1967/68 wechselte Jany zum Oberligisten Chemie Leipzig, wo er zunächst hinter Dieter Sommer und Klaus Knösing nur als dritter Torwart nominiert wurde. Trotzdem wurde er bereits in seiner ersten Leipziger Saison in sieben Oberligaspielen eingesetzt. Sein erstes Oberligaspiel absolvierte er am 16. September 1967 in der Begegnung des 6. Spieltages Hansa Rostock – Chemie Leipzig (2:1). Nachdem Sommer seine Laufbahn beendet hatte, konnte sich Jany in der Saison 1968/69 mit 25 von 26 möglichen Einsätzen als Torwart Nummer eins durchsetzen. Diesen Status verteidigte er bis zum Ende der Spielzeit 1970/71.
Nach der Saison 1970/71 stand Chemie Leipzig als Absteiger fest. Gleichzeitig suchte der Hallesche FC (HFC) für seinen gesperrten Torhüter Ralf Heine Ersatz. So ging Jany im Tausch mit Heine zum Oberligisten HFC, war dort aber hinter Helmut Brade und Walter Jänicke nur dritter Torwart und kam in der Oberliga nicht zum Einsatz. Am Saisonende 1971/72 verließ Jany Halle wieder und schloss sich dem DDR-Ligisten Aktivist Schwarze Pumpe an. Dort beendete er 1977 seine Fußball-Laufbahn.